# Сан-Мігель-де-Корнеха
Сан-Мігель-де-Корнеха (ісп. San Miguel de Corneja) — муніципалітет в Іспанії, у складі автономної спільноти Кастилія-і-Леон, у провінції Авіла. Населення — 81 особа (2010).
Муніципалітет розташований на відстані близько 130 км на захід від Мадрида, 55 км на захід від Авіли.

## Демографія
Динаміка населення (INE ):